# عمق میدان

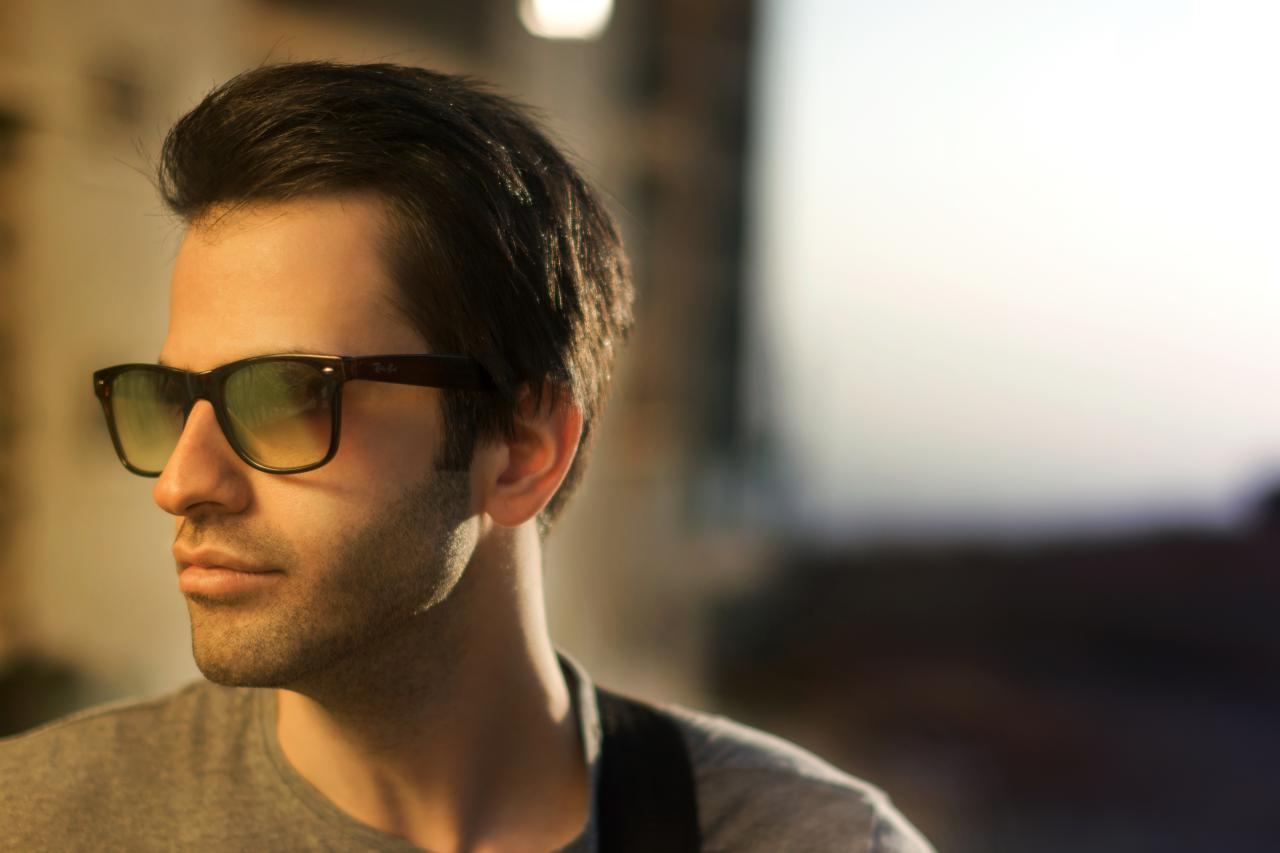
یک عکس پرتره با عمق میدان کم و افکت بوکه. پس زمینه‌ی این عکس کاملا محو شده است.

عمق میدان

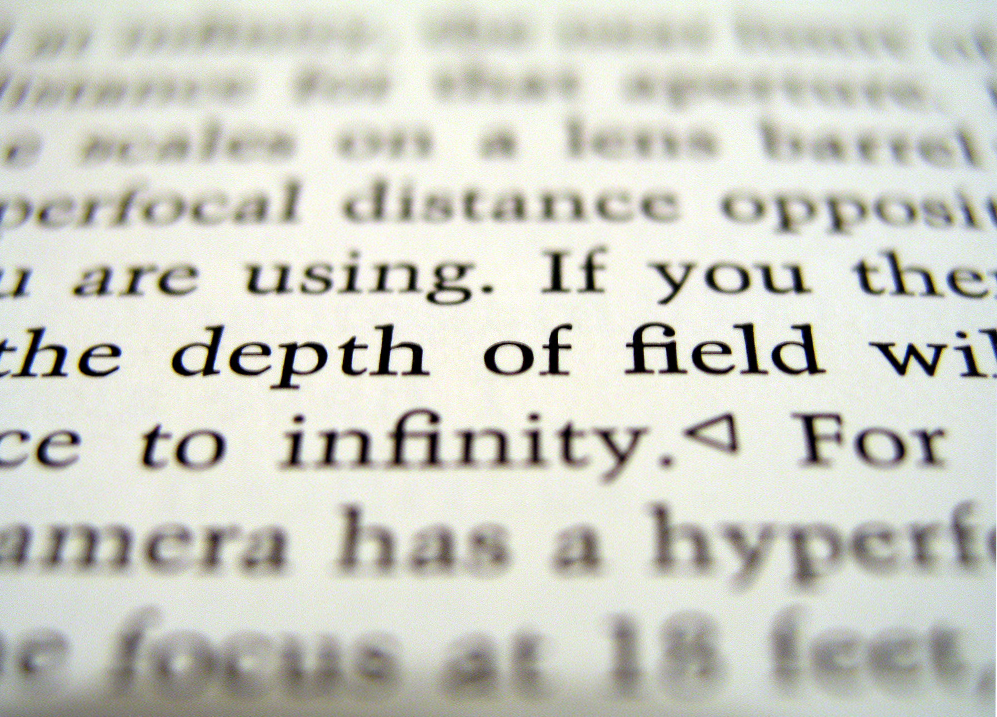
یک عکس ماکرو که جلوه‌ی تمرکززدایی از عمق میدان کم را در صفحه‌ای کج‌شده از متن نشان می‌دهد.

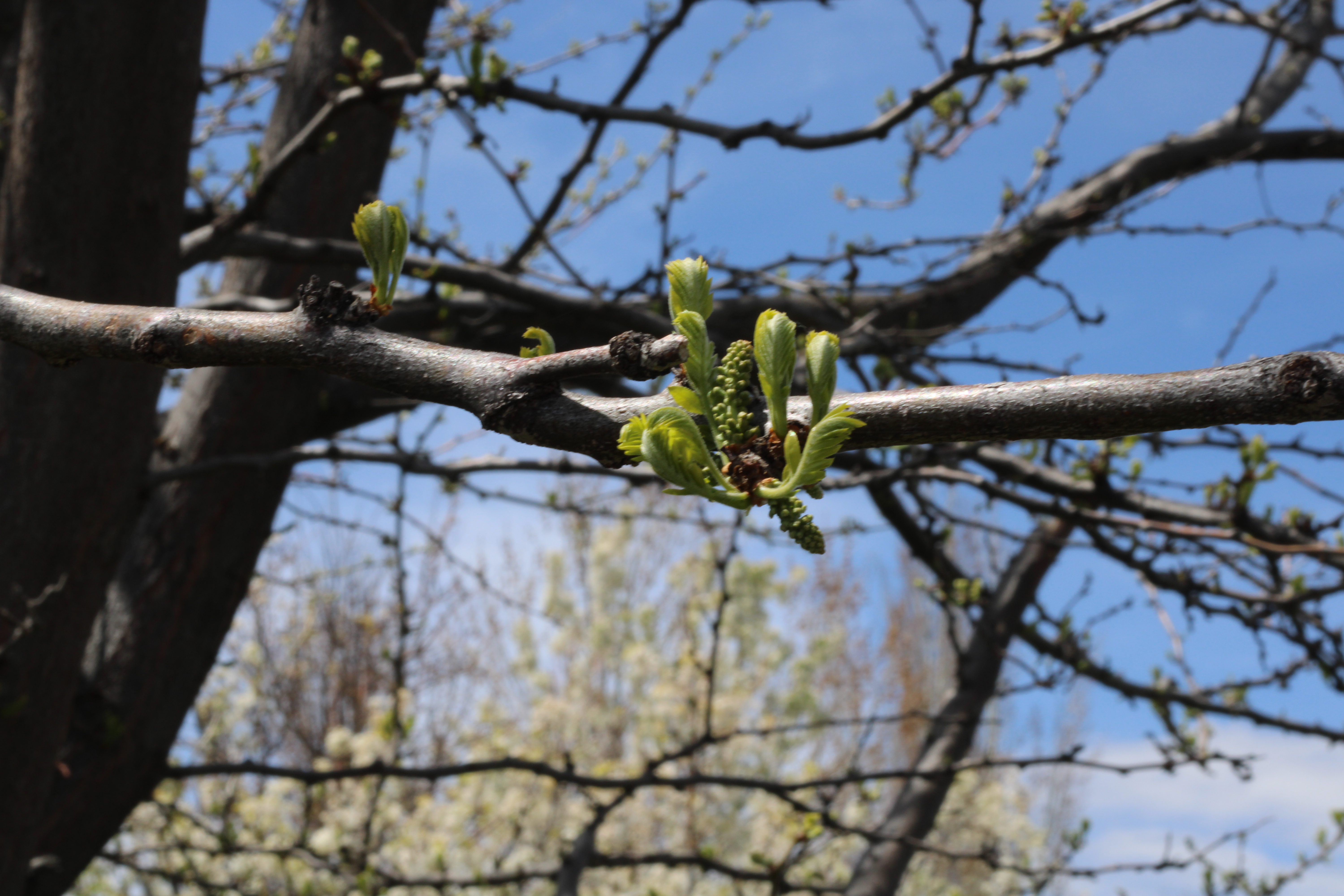
این عکس با دیافراگم f/22 گرفته شده است که یک پس‌زمینه عمدتاً در فوکوس ایجاد می‌کند.

عمق میدان (به انگلیسی: Depth of field)، عبارت است از گستردگی محدوده‌ای که جلوتر یا عقب‌تر از سوژهٔ اصلی، فوکوس هستند و مقدار معینی از میدان دید لنز که در آن تصاویر به صورت کاملاً واضح ثبت می‌شوند.

## کنترل عمق میدان وضوح
یکی از عوامل ایجاد تمرکز روی سوژه در کادر مورد عکاسی، عمق میدان وضوح است. این عمل گاه با افزایش و گاه با گاهش عمق میدان به‌دست می‌آید. کنترل عمق میدان وضوح در عکاسی به عوامل زیر بستگی دارد:
1. فاصله سوژه تا دوربین عکاسی.
2. دیافراگم و PIN HOLE.
3. فاصله کانونی لنز.
4. قانون شایم فلوک.

### فاصله سوژه تا دوربین عکاسی

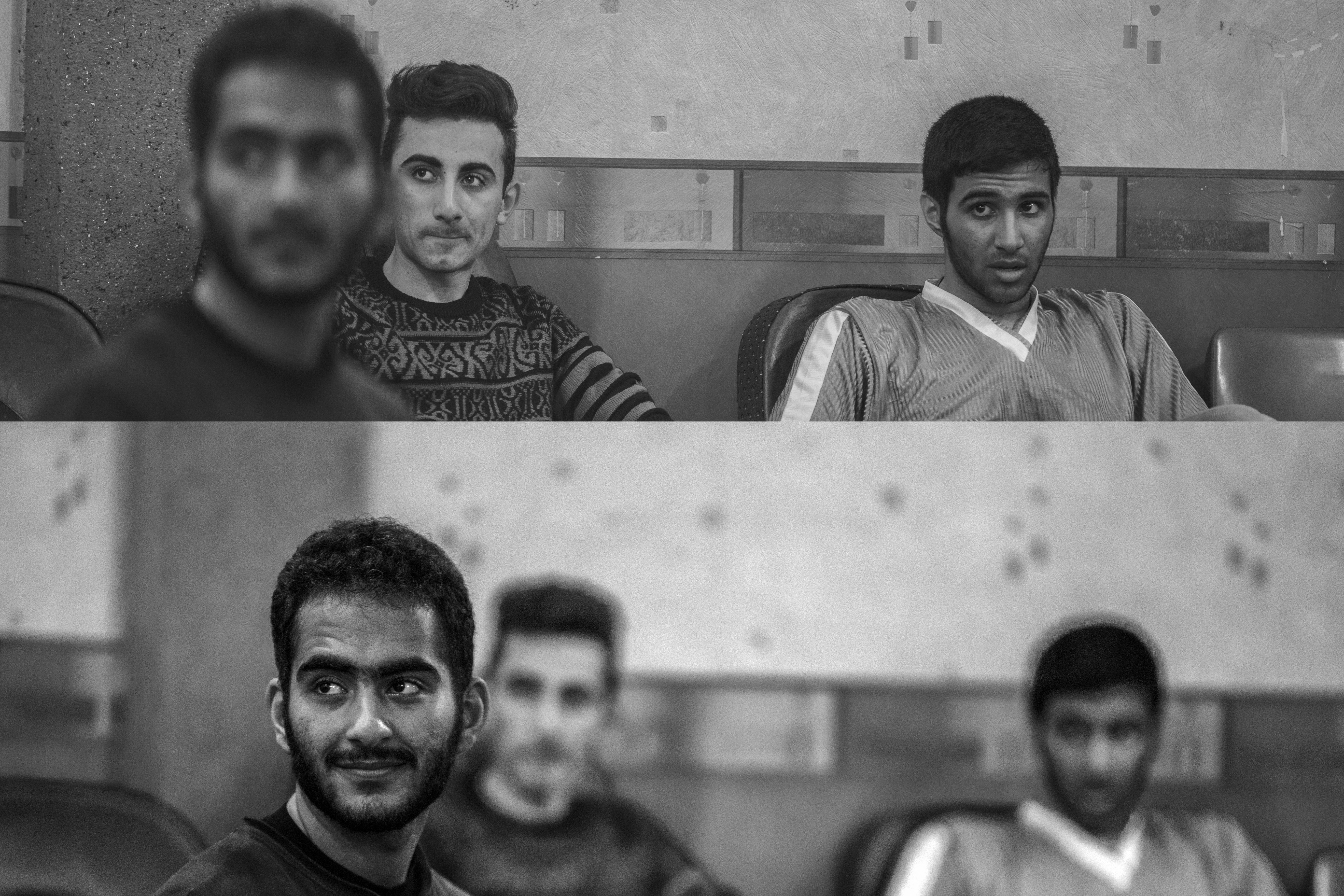
کنترل بر روی فکوس و بازی با عمق میدان در یک تمرین تئاتر

هرچه فاصله سوژه از دوربین افزایش یابد، عمق میدان نیز افزایش خواهد یافت. این کار، بدون در نظر گرفتن نوع لنز و درجه دیافراگم انجام می‌گیرد. افزایش عمق میدان به تناسب، در لنز واید و درجه‌های بسته دیافراگم بیشتر، و بالعکس در لنز تله و درجه‌های بازترِ دیافراگم، کمتر خواهد بود.
فرمولی که در زیر ذکر می‌شود، به ما کمک می‌کند تا میزان عمق میدان وضوح دلخواه خود را در لنزهای نرمال محاسبه نمائیم.
D=2(Ap x pp)/ Ap + pp
در این فرمول D نشان دهنده عددی است که برای بدست آوردن عمق میدان وضوح مابین نقاط Ap و pp، روی حلقه فوکوس لنز باید لحاظ شود.

### دیافراگم و سوراخ‌سوزنی

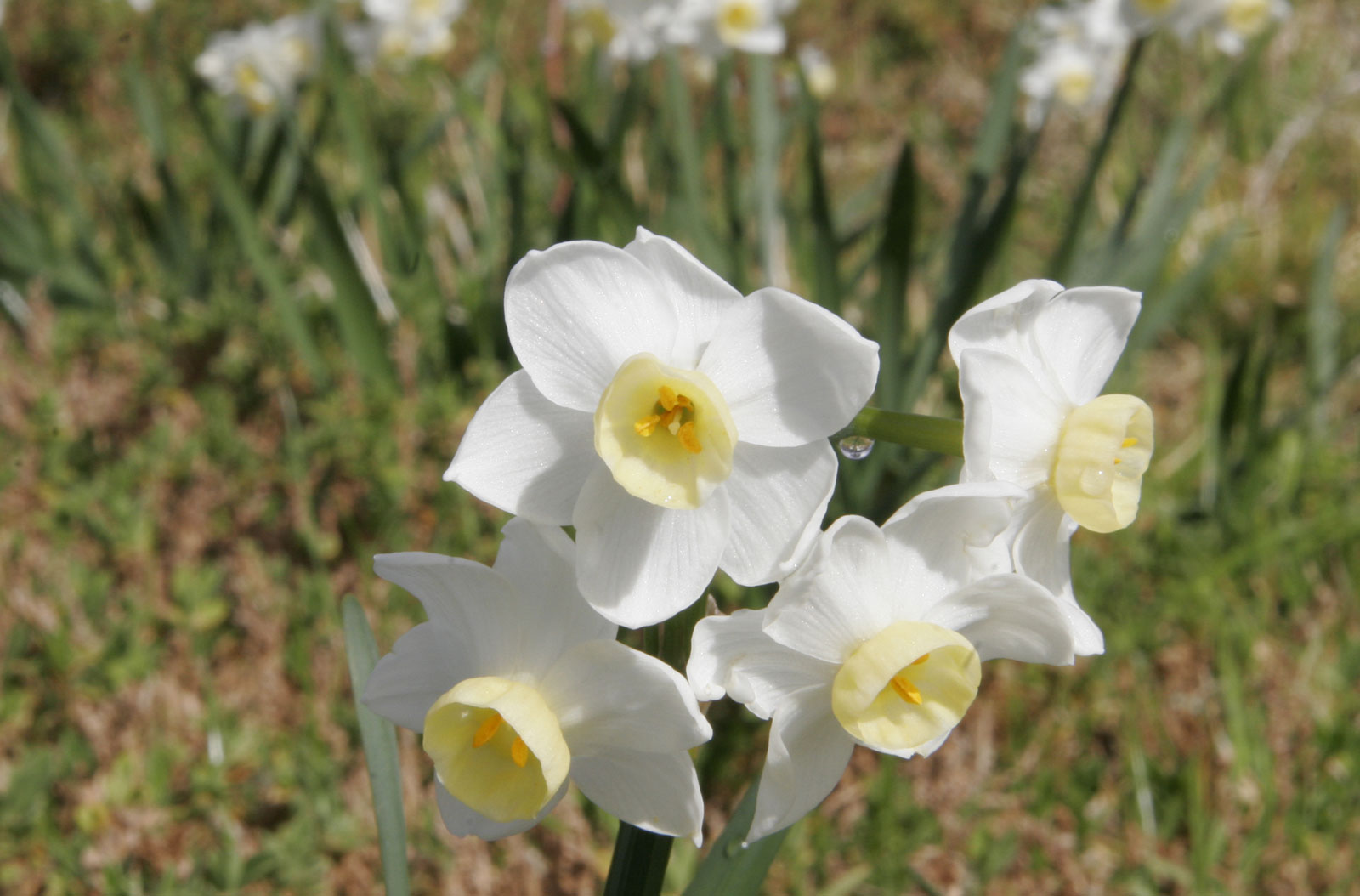
دیافراگم ۳۲، وضوح بک گراند باعث کاسته شدن اهمیت سوژه شده‌است.

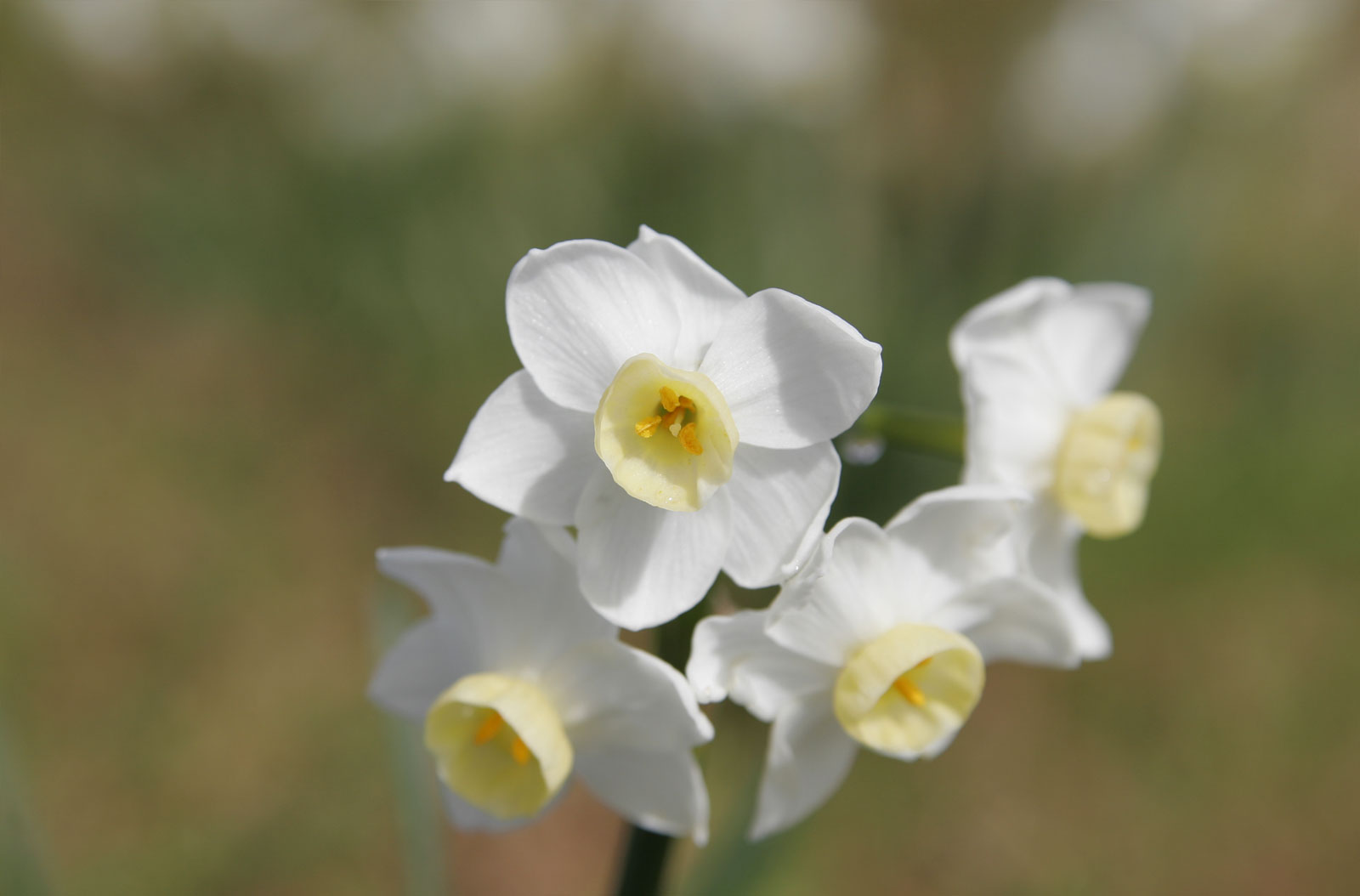
دیافراگم ۵٫۶، سوژه از پس زمینه جدا شده‌است و اهمیت آن مشخص گردیده‌است.

ما می‌توانیم با بستن دیافراگم (انتخاب اعداد بزرگتر) به عمق میدان وضوح بیشتری دست یابیم. اما باید بدانیم که این افزایش، تابع فاصله کانونی لنز نیز می‌باشد. جداول مندرج در روی لنزها، که به صورت اعدادی قرینه ثبت شده‌اند میزان عمق میدان را نشان می‌دهند، ولی باید در نظر داشته باشیم که این جداول تا زمانی معتبر هستند که لنز مستقیماً روی دوربین سوار شده باشد. در صورت استفاده از لوازمی مانند: مبدل تله - Tele convertor یا حلقه گسترش فاصله کانونی - Extention tube، این جداول دیگر معتبر نخواهند بود. استفاده از دیافراگم‌های بسیار کوچک نیز، که به سوراخِ سر سنجاقی (Pin hole) معروف هستند، باعث افزایش شدید عمق میدان می‌شوند. این دیافراگم‌ها معمولاً به صورت صفحات فلزی با سطح سیاه و مات و به صورت دست‌ساز توسط عکاس ساخته می‌شوند، و بر روی حلقه‌هایی همچون حلقه‌های فیلترها که در جلوی لنز دوربین نصب می‌شوند، تعبیه شده و روی لنز سوار می‌گردند. اندازه این دیافراگم‌ها، به‌طور ساده قابل محاسبه بوده که لزوم محاسبه آن در نورسنجیِ سوژه اهمیت پیدا می‌کند.
کاهش عمق میدان نیز کابردهای خاص خود را دارد. در تصاویر روبرو با کاستن عمق میدان اهمیت سوژه بارزتر، نمایان شده‌است.

### فاصله کانونی لنز
لنزهای واید از نظر عمق میدان وضوح بی‌نظیرند. معروف‌ترین لنز وایدی که هر عکاسی آن را برای ثبت وضوح عالی، در فاصله بی‌نهایت ستوده‌است، لنز ۱۸ میلی‌متری تاکومار پنتاکس ژاپن است که با چهار عدسی و ۱۱ = f برای دوربینهای ۳۵ میلی‌متری با گیره لنز k ساخته شده‌است. البته فراموش نکنیم که موضوع بحث ما کنترل عمق میدان وضوح است و نه افزایش آن. چرا که همیشه مطلوبِ عکاس افزایش عمق میدان نبوده و گاهی کاهش آن مد نظر می‌باشد. مثلاً در عکاسی پرتره و همچنین در مواردی که ایجاد انفراد سوژه از محیط مورد نظر است، تقلیل عمق میدان وضوح موجب برجستگی و ابلاغ اهمیت سوژه به بینده خواهد شد.

### شایم فلوک

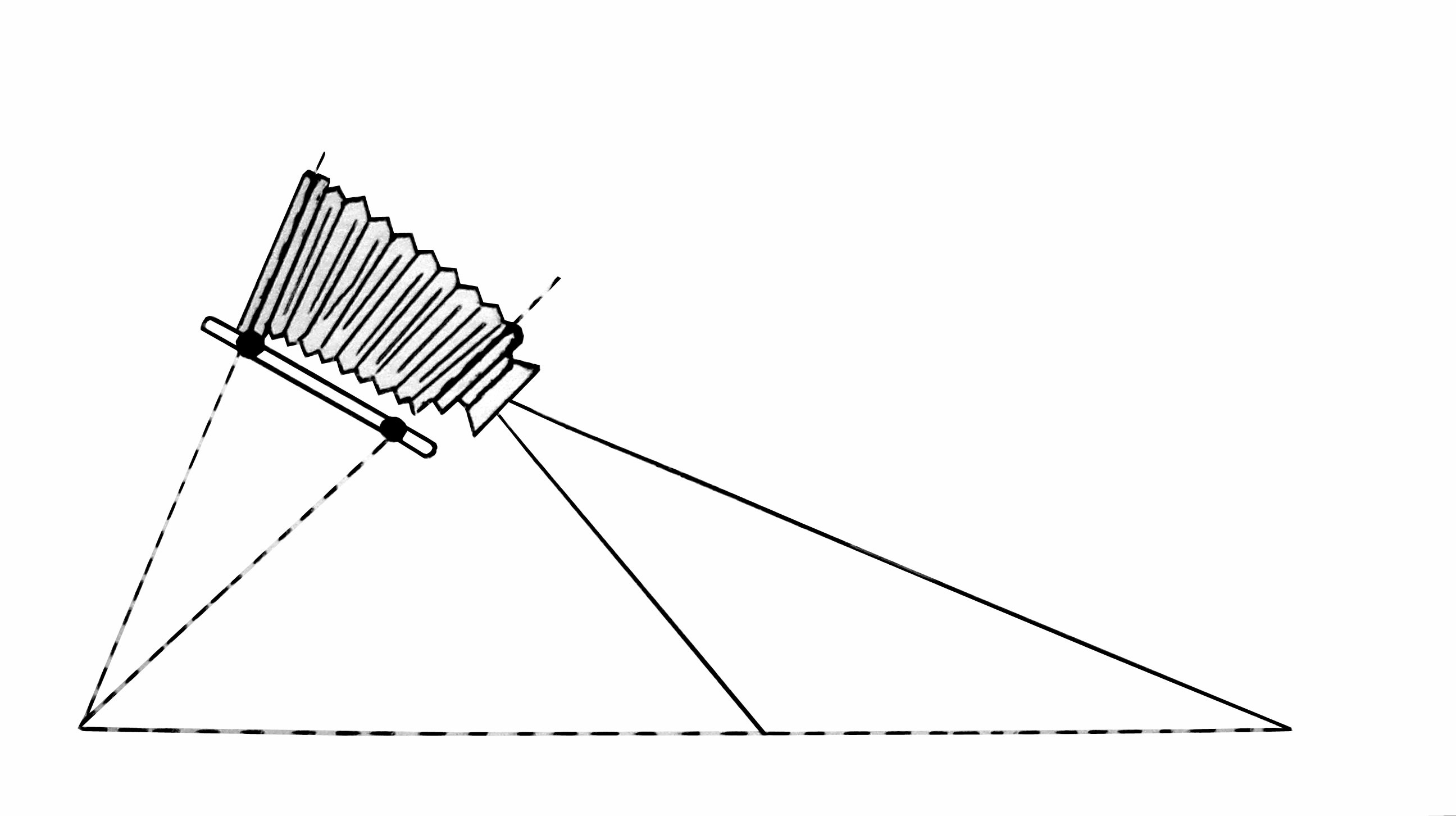
ا صل شایم فلوک، زمانی که صفحاتِ سطح حساس عکاسی و سطح لنز و سطح سوژه در یک نقطه همدیگر را قطع کنند بدون در نظر گرفتن فوکوس، از نزدیکی‌های لنز تا انتهاء دید آن در میدان وضوح قرار می‌گیرند.

آقای تئودور شایم فلوک، که یک نظامی و منجم اتریشی بود، جهت به‌دست آوردن حداکثر عمق میدان برای عکس‌های هوائی که از بالون برای ارتش تهیه می‌کرد، متوجه شد که اگر سطح لنز، در حالتی قرار گیرد که نیمساز زاویه سطح فیلم و سوژه باشد، حداکثر عمق میدان (از چند سانتیمتری جلوی لنز تا بینهایت) به‌دست می‌آید. ایشان این کشف خود را در سال ۱۹۰۴ در وین اعلام عمومی نمودند و از آن به بعد این اصل به نام خودشان (قانون شایم فلوک) در جهان مطرح است.
در دوربین قطع بزرگ با استفاده امکانات شیفت و تیلت که در بدنه آن‌ها وجود دارد این کار صورت می‌گیرد و در دوربین‌های ۱۳۵ و ۱۲۰ آداپتورهایی طراحی شده‌است که مابین لنز و بدنه دوربین قرار می‌گیرد و این امر را ممکن می‌سازد.

## ابزار کمکی
گاهی لازم است برای تنظیم عمق میدان در یک عکس از ابزار کمکی استفاده کنیم که با ایجاد تغییر در متغیرهای نوردهی کمک می‌کنند عمق میدان مورد نظر در عکس ثبت شود.

### فیلترهای ND
فرض کنید در زیر آفتاب شدید می‌خواهیم از جسمی عکس‌برداری کنیم، و فضای اطراف سوژه پر از عناصر دیدگانی است، و در صورت ثبت واضح آن‌ها بر روی فیلم، تصویر سوژه مورد نظر ما در آن میان به چشم نیامده و منظور ما پنهان خواهد بود. در این صورت چاره‌ای جز باز کردن دیافراگم به منظور کاهش عمق میدان نداریم؛ ولی نور موجود صحنه حتی با سرعت شاتر ۲۰۰۰/۱ ثانیه نیز برای ثبت یک اکسپوز کم عمق زیاد بوده و این کار غیرقابل انجام است. در این حالت ما راهی جز کاهش نور ورودی نداریم. این کار در هر نوع فیلم و اسلاید با فیلترهای (ND (Neutral Density امکان‌پذیر می‌باشد. فیلترهای ND فیلترهای خاکستری رنگی هستند که جز کاهش نور ورودی هیچ تأثیری بر تنالیته رنگ‌ها ندارند.

### انباشتن فوکوس
بسیاری از نرم‌افزارهای ویرایش دیجیتالی مانند آدوبی فتوشاب یا گیمپ، قابلیت ترکیب سلسله‌ای از عکس‌هایی که از یک موضوع و در فاصله‌های فوکوس متفاوت گرفته شده‌اند، را برای اضافه کردن عمق میدان به صورت مصنوعی را دارند. این شیوه که به Focus Stacking نیز شهرت دارد، معمولاً برای اضافه کردن عمق میدان در عکاسی ماکرو که غالباً به دلیل فاصله فوکوس بسیار نزدیک، دارای عمق میدان بسیار کمی هستند استفاده می‌شود.

## آخرین پیشرفت‌ها
frazier lens نوعی لنز است که می‌تواند در حالت ماکرو بر روی اشیاء دور دست فوکوس خود را حفظ کند و لذا به کمک این لنز می‌توان به بالاترین عمق میدان دست یافت. و در نتیجه تصویری شفاف در حالت ماکرو با عمق میدانی بی‌نظیر داشت. این لنز توسط یک عکاس حیات وحش استرالیایی به‌طور اتفاقی کشف شد و به سرعت جای خود را در صنعت باز کرد. داستان کشف این لنز در مستندی تحت عنوان «لنز غیرممکن» به تصویر کشیده شده است.

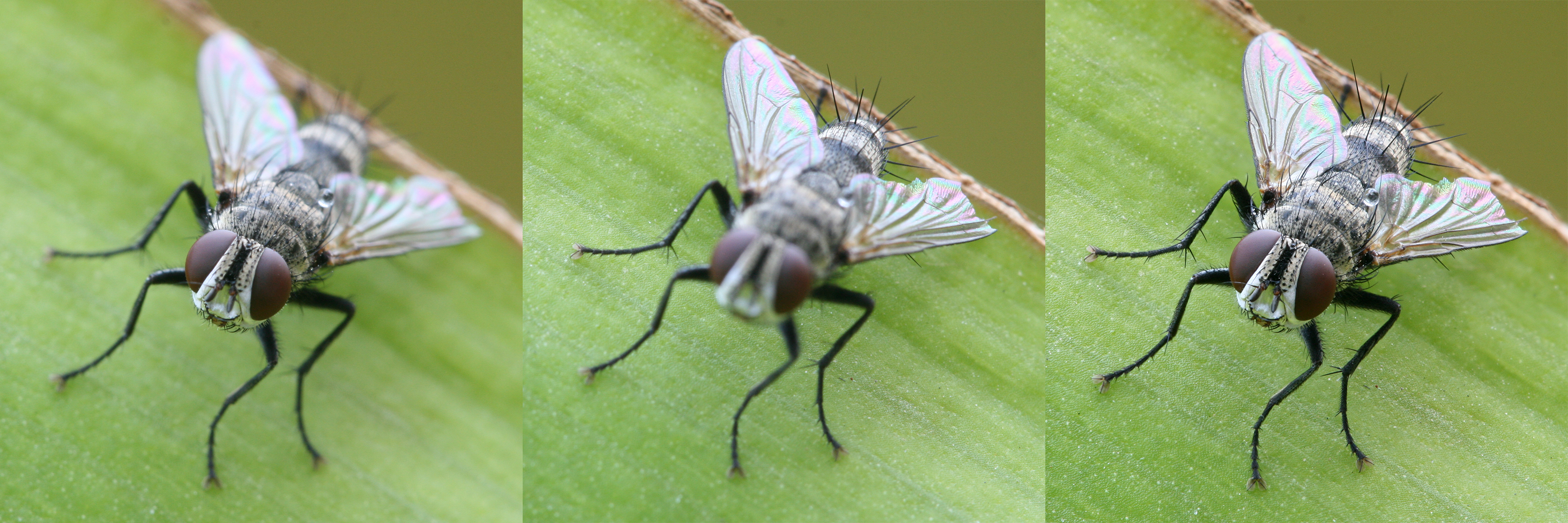
در این سری، عکسهای اول و دوم از چپ عمق میدان معمول یک لنز ماکرو را در فواصل فوکوس مختلف نشان می‌دهد. عکس سوم از ترکیب ۶ عکس با فاصله فوکوس متفاوت ایجاد شده‌است.

## واژه‌نامه
1. ↑  Theodor Scheimpflug
2. ↑  Scheimpflug principle

## نگارخانه

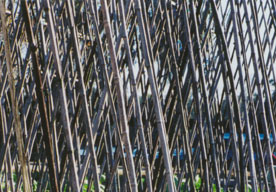
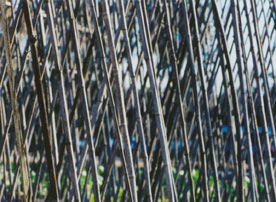
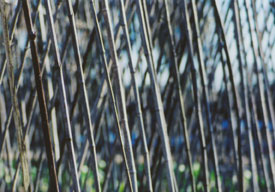
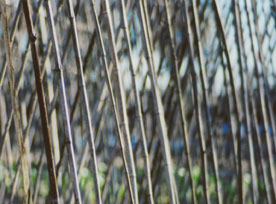
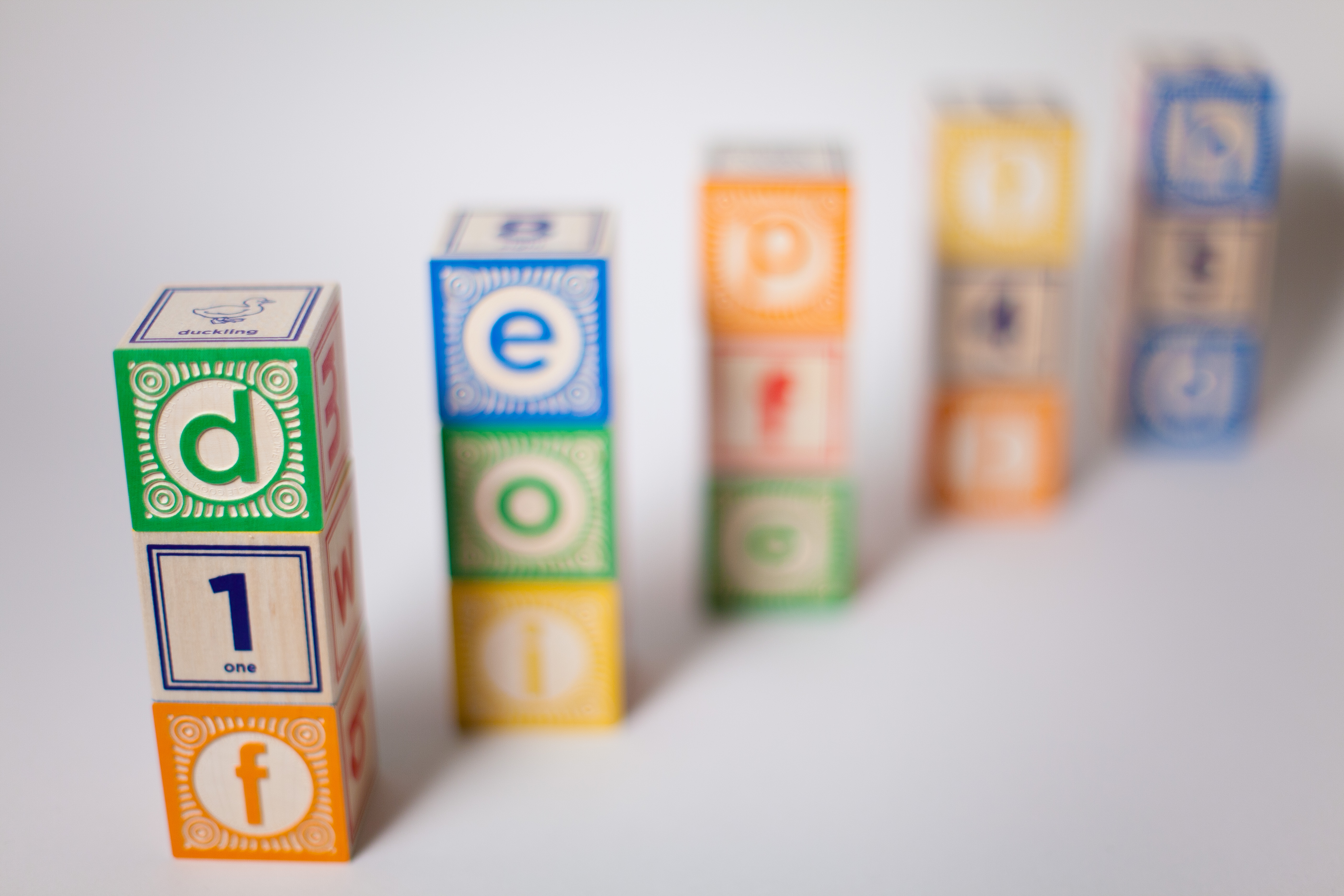
دیافراگم = f/1.4، عمق میدان ۰/۸ سانتیمتر
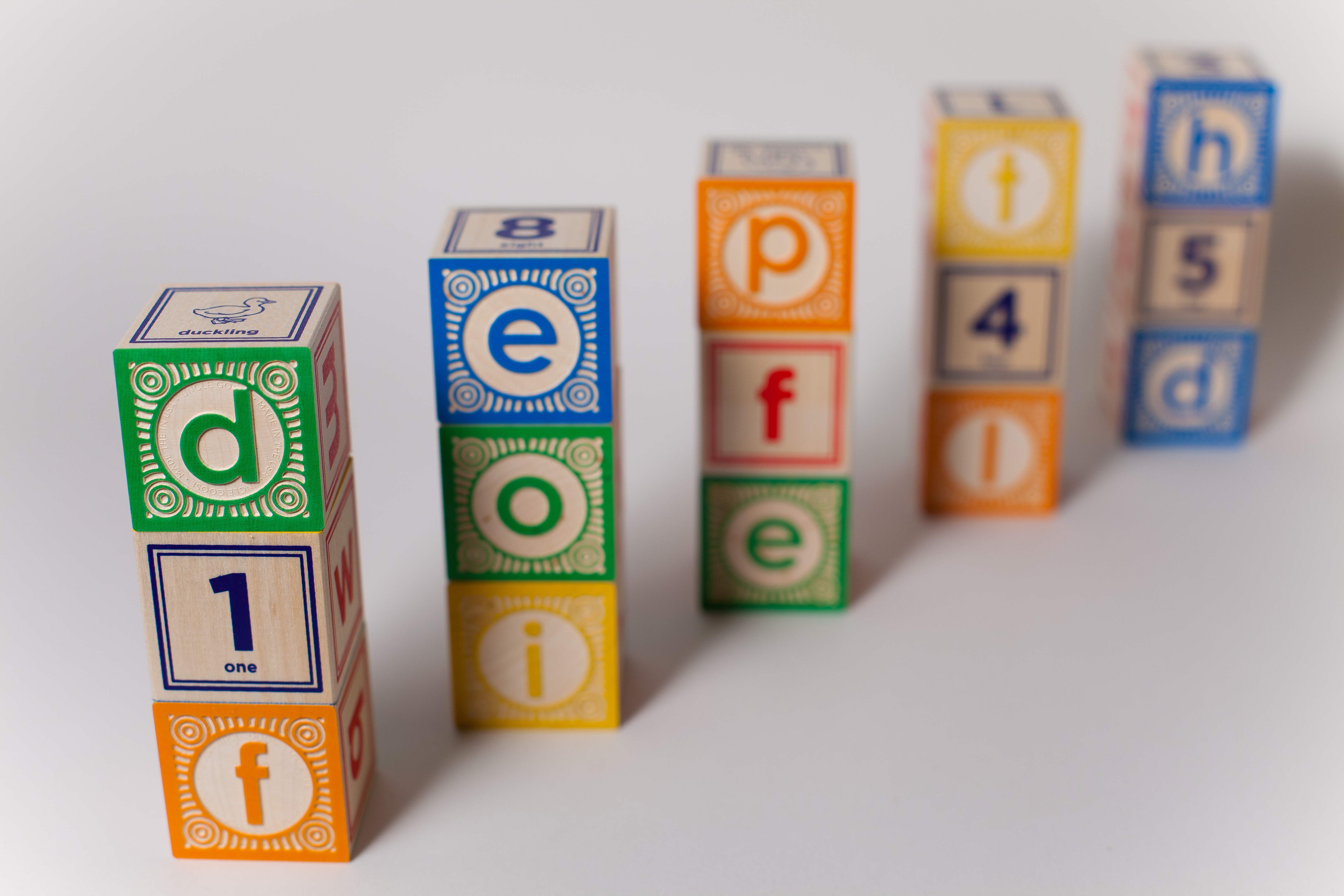
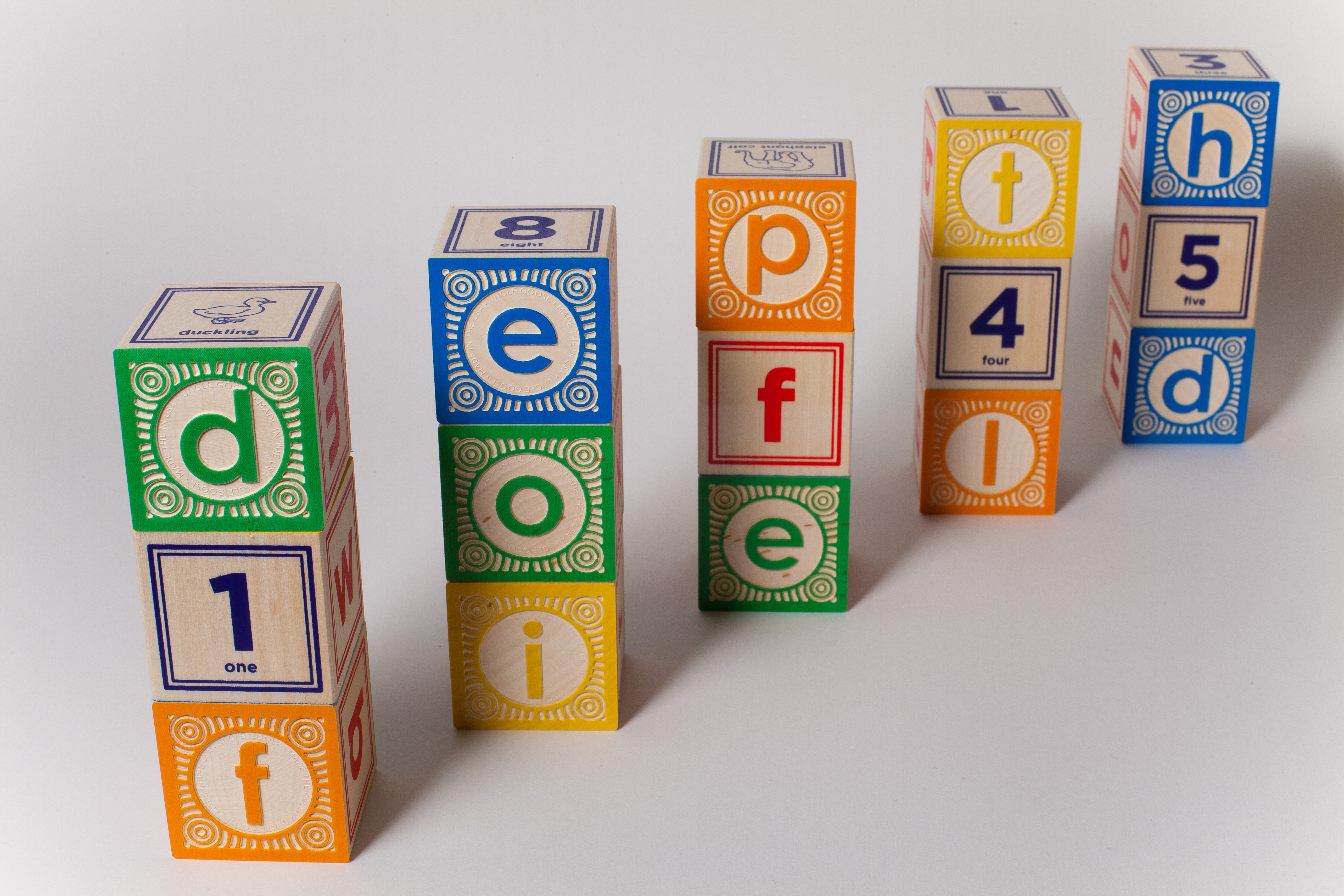

- دیافراگم=f/4.0 ، عمق میدان ۲/۲ سانتیمتر
- دیافراگم= f/22 و عمق میدان ۱۲/۴ سانتیمتر
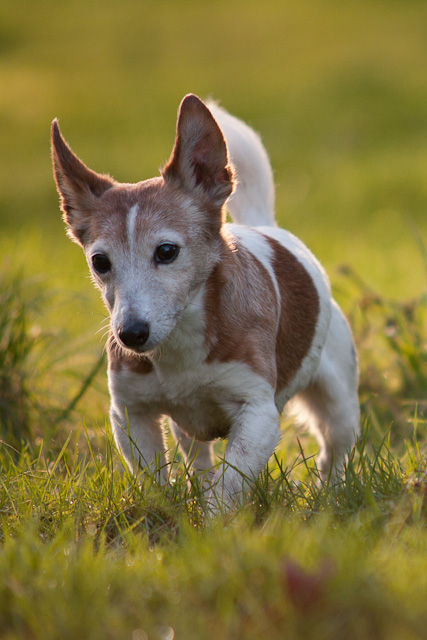
نمونه عکس با عمق میدان کم
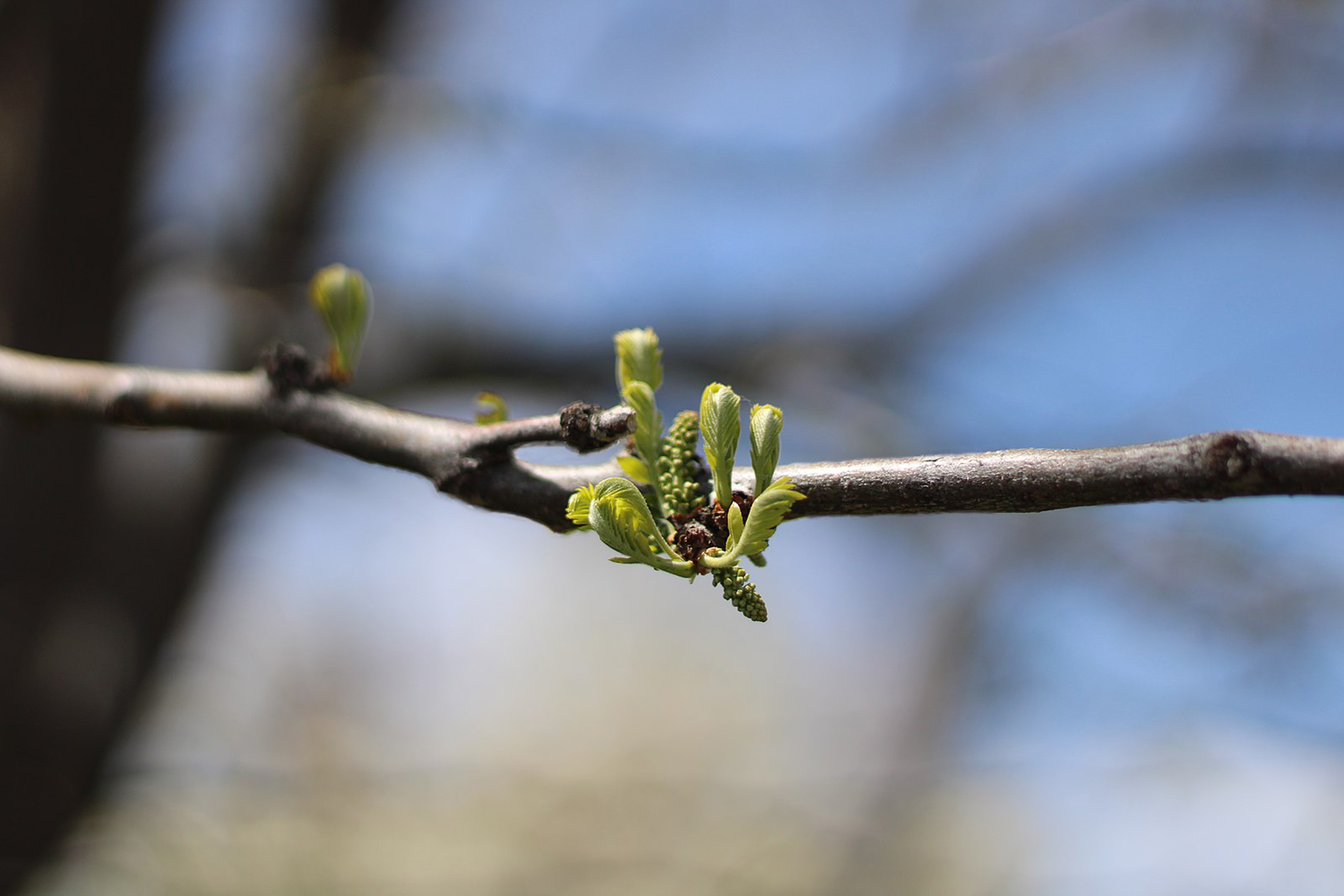
همان صحنه بالا با دیافراگم f/1.8. توجه کنید که پس‌زمینه تارتر در این عکس ظاهر می‌شود.
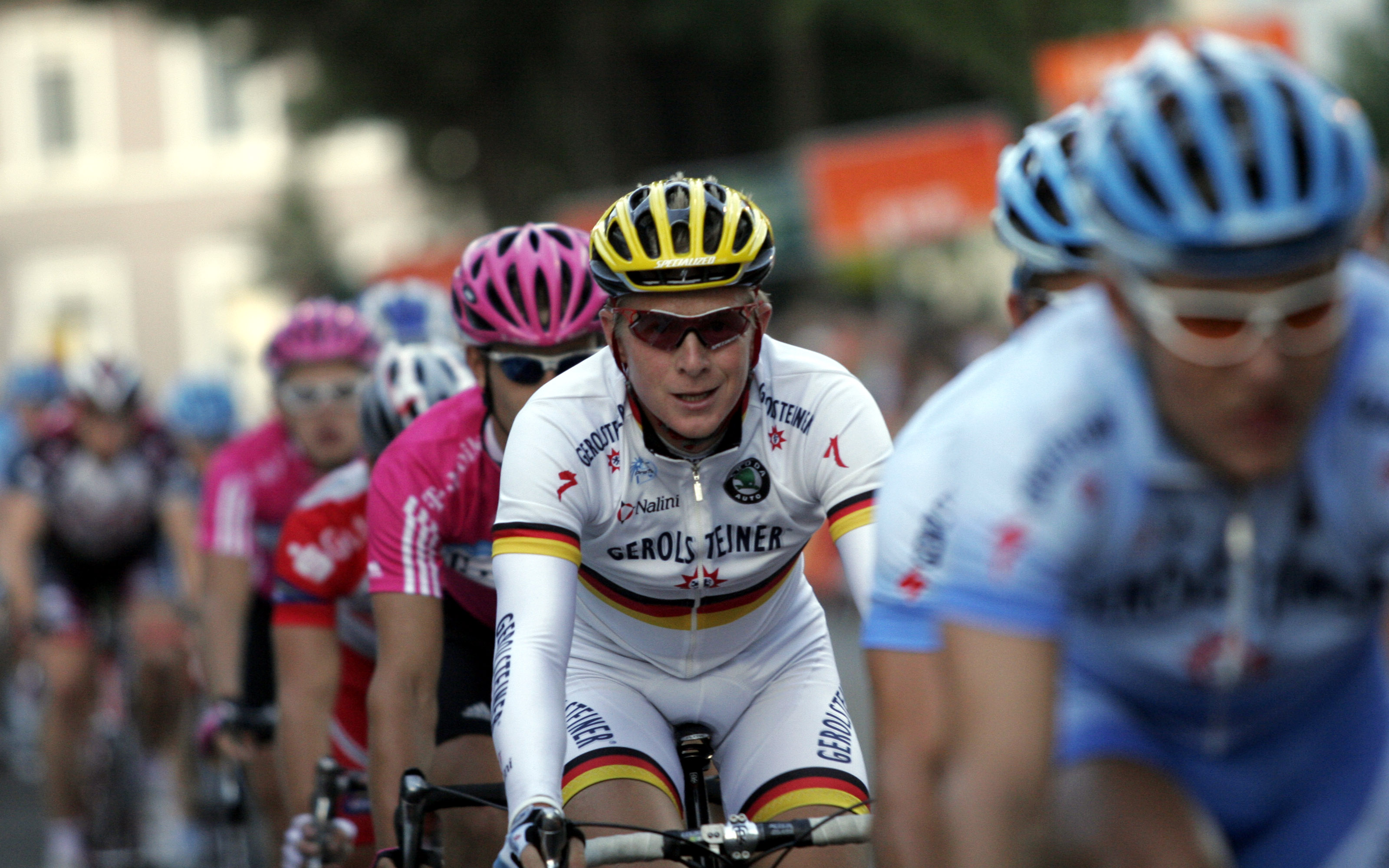
جداسازی یک شیء با عمق میدان کم با استفاده از مثال یک دوچرخه‌سوار که از گروه متمایز است
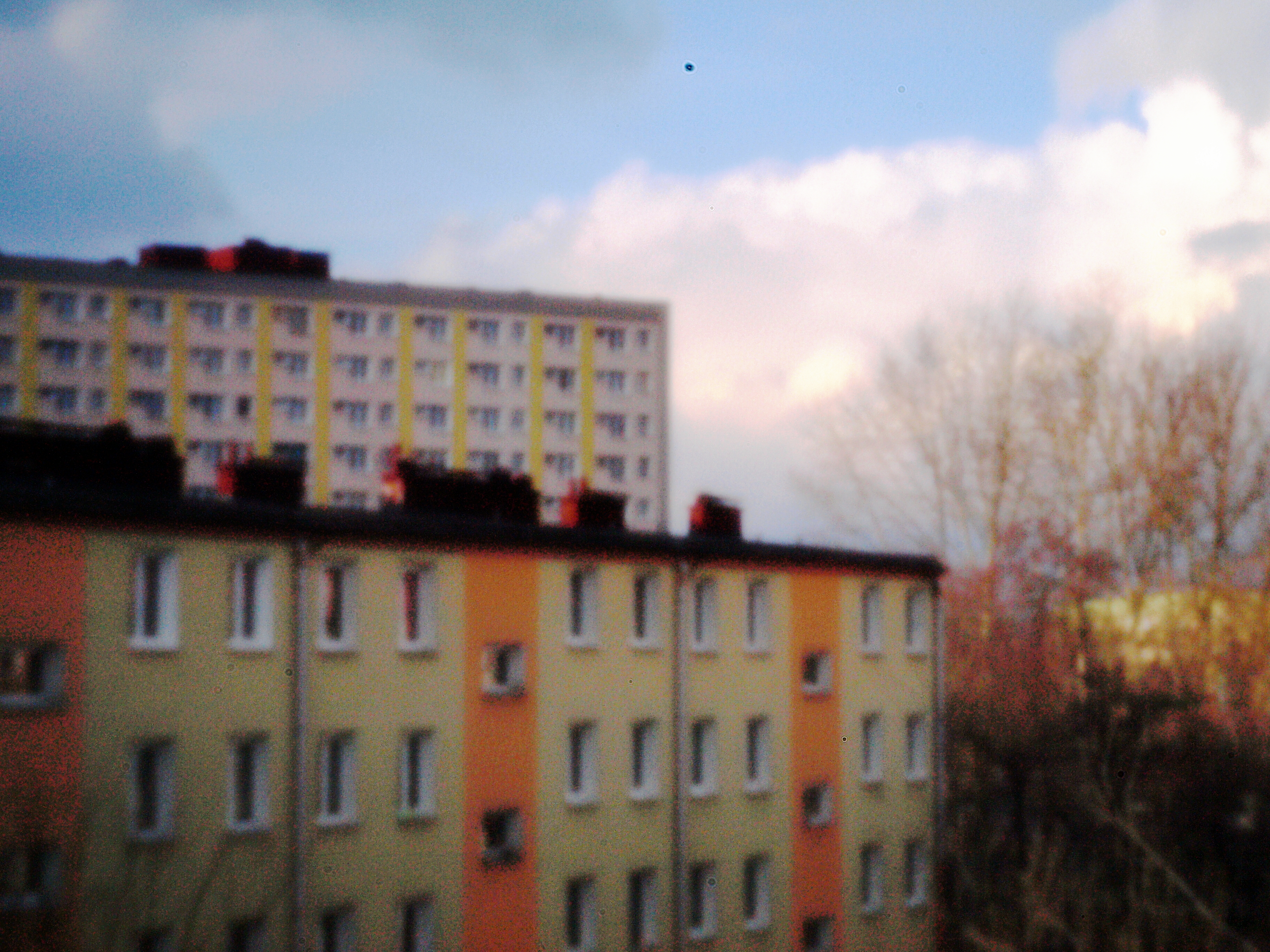
منظره شهری که با استفاده از دوربین سوراخ سوزنی ثبت شده است.
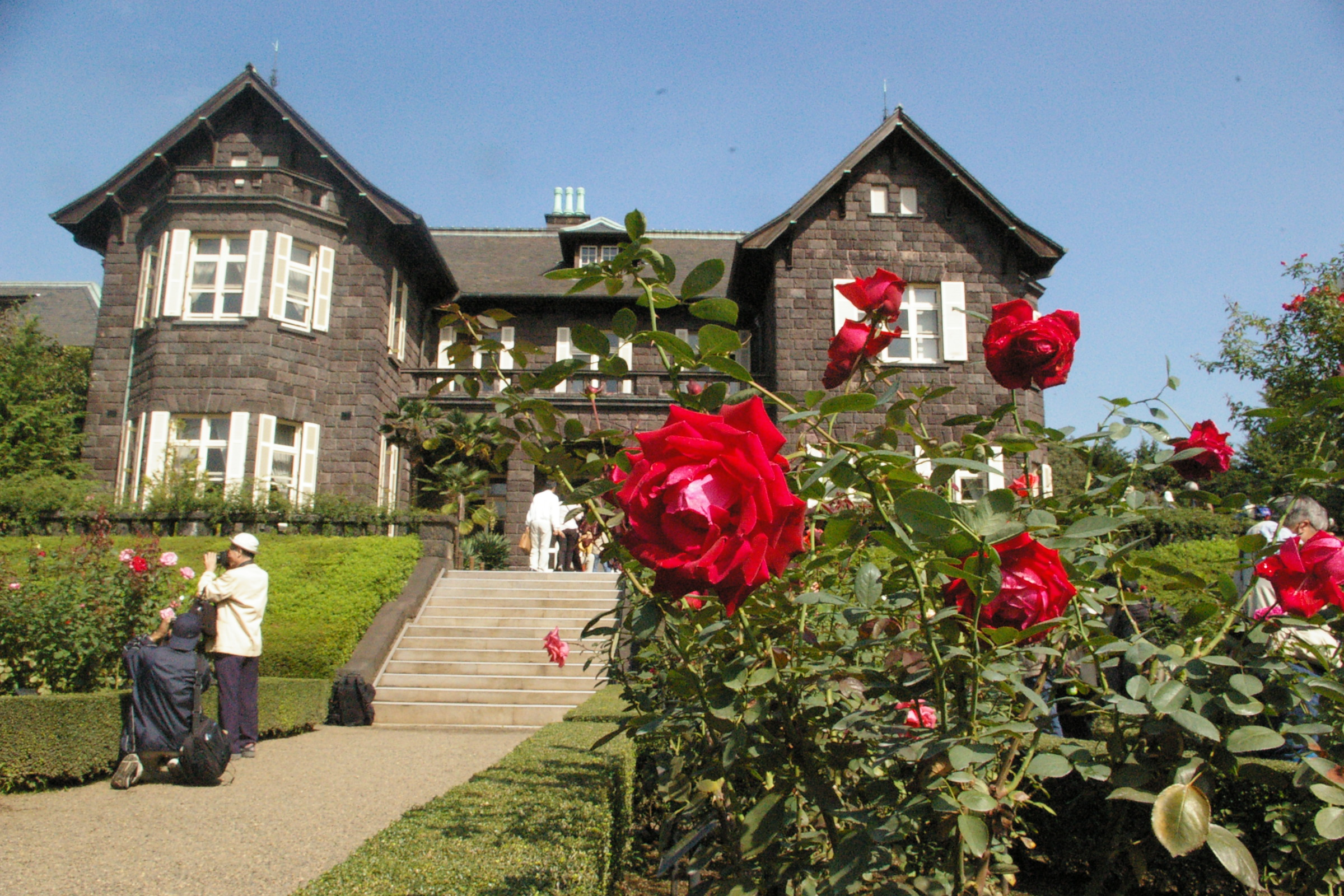
عکس با عمق میدان زیاد، فاصله کانونی ۱۸ میلی‌متر (APS-C)، دیافراگم F22
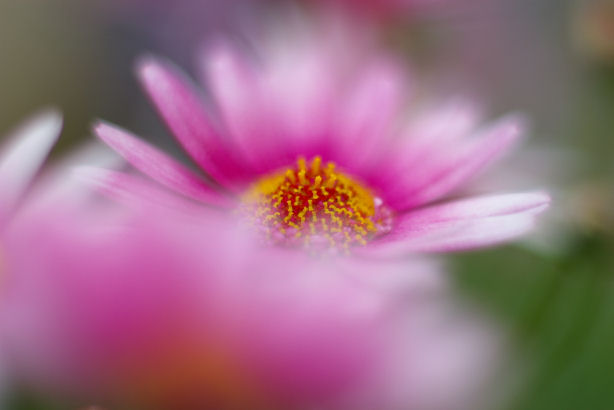
عکس با عمق میدان کم، فاصله کانونی ۵۰ میلی‌متر (APS-C)، دیافراگم F1.4، استفاده از حلقه کلوزآپ
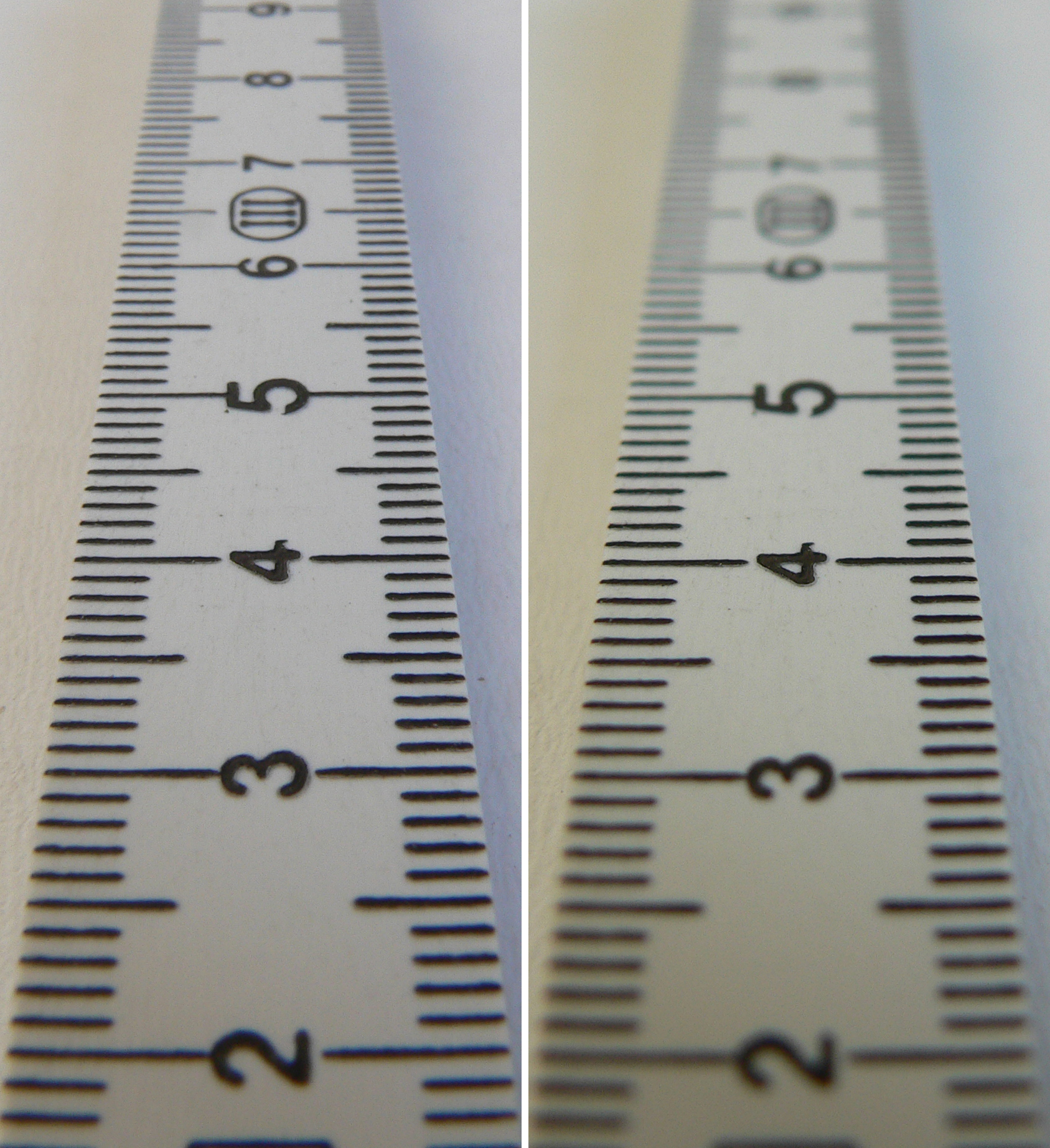
مقایسه عمق میدان‌های مختلف با استفاده از مقادیر مختلف دیافراگم: دیافراگم چپ ۸، دیافراگم راست ۲.۸.
بسته به هدف عکاسی، یکی از عکس‌ها ترجیح داده می‌شود.